# Nadbiskup
Nadbiskup (grč. αρχεπίσκοπος, riječ složena od arché »prvi« i episkopos »nadglednik«, odnosno »biskup«) je naslov što ga u Katoličkoj Crkvi redovito ima biskup, koji se nalazi na čelu nadbiskupije i koji je, obično, prvi među biskupima jedne crkvene pokrajine ili metropolije.

## Nadbiskupi prvostolnici ili metropoliti
Biskupija se naziva nadbiskupijom kad je riječ o glavnoj biskupiji unutar jedne crkvene pokrajine ili (metropolije), ili kad su posrijedi neki drugi razlozi, uključujući i one povijesne naravi.
Nadbiskup na čelu crkvene pokrajine ili metropolije je prvostolnik ili metropolit. Izuzetak od pravila da je metropolit uvijek nadbiskup jest rimski biskup (papa), koji nije nadbiskup, iako je prvostolnik ili metropolit rimske
crkvene pokrajine ili metropolije, što obuhvaća cijelu lacijsku oblast.
Nadbiskup se od biskupa ne razlikuje po svetomu Redu, nego samo po položaju, i razlika među njima nije sakramentalna, nego službovna, odnosno po službi koju nadbiskup vrši ili po časti iskazanoj dotičnome biskupu.

## Nadbiskupi bez prvostolničke ili metropolitske službe
U Katoličkoj Crkvi postoje tri vrste nadbiskupâ, koji nisu prvostolnici ili metropoliti, i to:
1. Nadbiskupi biskupija koje nose naslov nadbiskupije premda nisu prve ili glavne u jednoj crkvenoj pokrajini ili metropoliji. Te se nadbiskupije redovito uvrštavaju kao sufraganske u najbližu crkvenu pokrajinu ili metropoliju, ili su možda iz posebnih razloga izravno podvrgnute Svetoj Stolici.
Primjera iz prvoga slučaja ima više u Italiji, gdje su biskupska sjedišta u Acerenza i Matera-Irsina sufraganska nadbiskupa u Potenza-Muro Lucano-Marsicio Nuovo, Trani-Barletta-Bisceglie sufragansko nadbiskupa u Bari-Bitonto, Manfredonia-Vieste-San Giovanni Rotondo sufragansko nadbiskupa u Foggia-Bovino, Brindisi-Ostuni i Otranto sufraganska nadbiskupa u Lecciu, itd.; ili u Francuskoj, gdje su biskupska sjedišta u Avignonu i Aixu sufraganska marsejskoga nadbiskupa, Sens sufragansko nadbiskupa u Dijonu, Chambéry sufragansko nadbiskupa u Lyonu, Albi i Auch sufraganska nadbiskupa u Touloseu, Bourges sufragansko nadbiskupa u Toursu.
Primjera iz drugoga slučaja ima u Francuskoj, gdje je biskupska sjedišta u Strasbourgu izravno povrgnuto Svetoj Stolici jednako kao i ono u Metzu ili Sainte-Croix-de-Paris (armenskoga obreda). Isto je i u Argentini s biskupskim sjedištima Mercedes-Lujan i San Gregorio de Narek en Buenos Aires (armenskoga obreda), ili u Kanadi s biskupskim sjedištem u Winnipegu. Ili u Hrvatskoj s biskupskim sjedištem u Zadru, itd.
2. Naslovni nadbiskupi - nadbiskupi ugašenih nadbiskupija i biskupija, čiji naslov nose. Takvi nadbiskupi često djeluju na Rimskome dvoru ili Rimskoj kuriji, ili su pak stalni papini diplomatski predstavnici, odnosno apostolski nunciji.
3. Biskupi koji prime naslov nadbiskupa ad personam, bez obzira na biskupiju, kojom upravljaju, ili naslovno biskupsko sjedište, koje im je dodijeljeno. Riječ je o naslovu iz osobne počasti, koju dotični nadbiskup uživa.
Naslov nadbiskupa ad personam u novije su doba u hrvatskim katoličkim biskupijama imali Petar Čule, umirovljeni mostarsko-duvanjski biskup (imenovan 14. rujna 1980.), i Joakim Segedi, bivši pomoćni biskup Križevačke biskupije (imenovan 17. ožujka 2004.).

## Uporaba grčkoga naziva
Često u katoličkim Crkvama istočnih obreda, navlastito onima s bizantskom baštinom te navlastito u pravoslavlju, za nadbiskup se rabi grč. (vidi na početku članka) naziv arhiepiskop. Poglavar arhiepiskopije; prvi među episkopima, pravoslavni episkop (vladika) sa sjedištem u centru crkvene pokrajine, nosi titulu mitropolita; prvi vladika; glavni episkop; starješina autokefalne crkve; počasna titula za episkopa.